# Karl-Gustav Sauberzweig
Karl-Gustav Sauberzweig, né le 1er septembre 1899 à Wissek et mort le 20 octobre 1946 dans le camp de Neuengamme, est un officier allemand, Gruppenführer SS et Generalleutnant de la Waffen-SS.
Sauberzweig combat lors de la Première Guerre mondiale, perd un œil et reçoit la Croix de fer de deuxième et première classe, ainsi que l'insigne des blessés (en noir).
Après la guerre, il entre dans la Reichswehr, où il accède en 1925 au grade d'Oberleutnant. Il sert dans la 4e Compagnie (mitrailleurs) du 8e Régiment prussien d'infanterie.
Pendant la Seconde Guerre mondiale, d'avril 1940 à août 1941, il est adjoint au commandant du 11e corps d'armée, puis jusqu'en janvier 1942 commandant du 466 Régiment d'infanterie puis du 306 Régiment d'infanterie. Le 1er février 1942, il est promu colonel et transféré à la Führerreserve. De mai à novembre 1942, il est commandant d'un régiment d'infanterie d'appoint, puis en décembre 1942 il est nommé chef du corps d'inspection de la formation à l'Oberkommando des Heeres. Mécontent de ne pas obtenir un poste plus important, il démissionne le 1er mai. En août 1943, il est transféré à la Waffen SS. Promu SS-Brigadeführer et général de division de la Waffen-SS, il devient commandant de la 13e division SS Handschar, puis chef du bureau principal de la direction SS. En août 1944, il forme le 13e corps d'armée SS. Après de violentes disputes avec Heinrich Himmler à l'automne 1944, il est relevé de ses fonctions et emprisonné jusqu'à la fin de l'année. En janvier 1945, Sauberzweig démissionne de ses fonctions de Generalleutnant de la Heer.
En 1946, il est détenu par les Britanniques au camp de Neuengamme qui sert alors de lieu de détention pour prisonniers de guerre. Menacé d'extradition vers la Yougoslavie, il se suicide le 20 octobre 1946.